# Juhász Gyula-szobor (Makó)

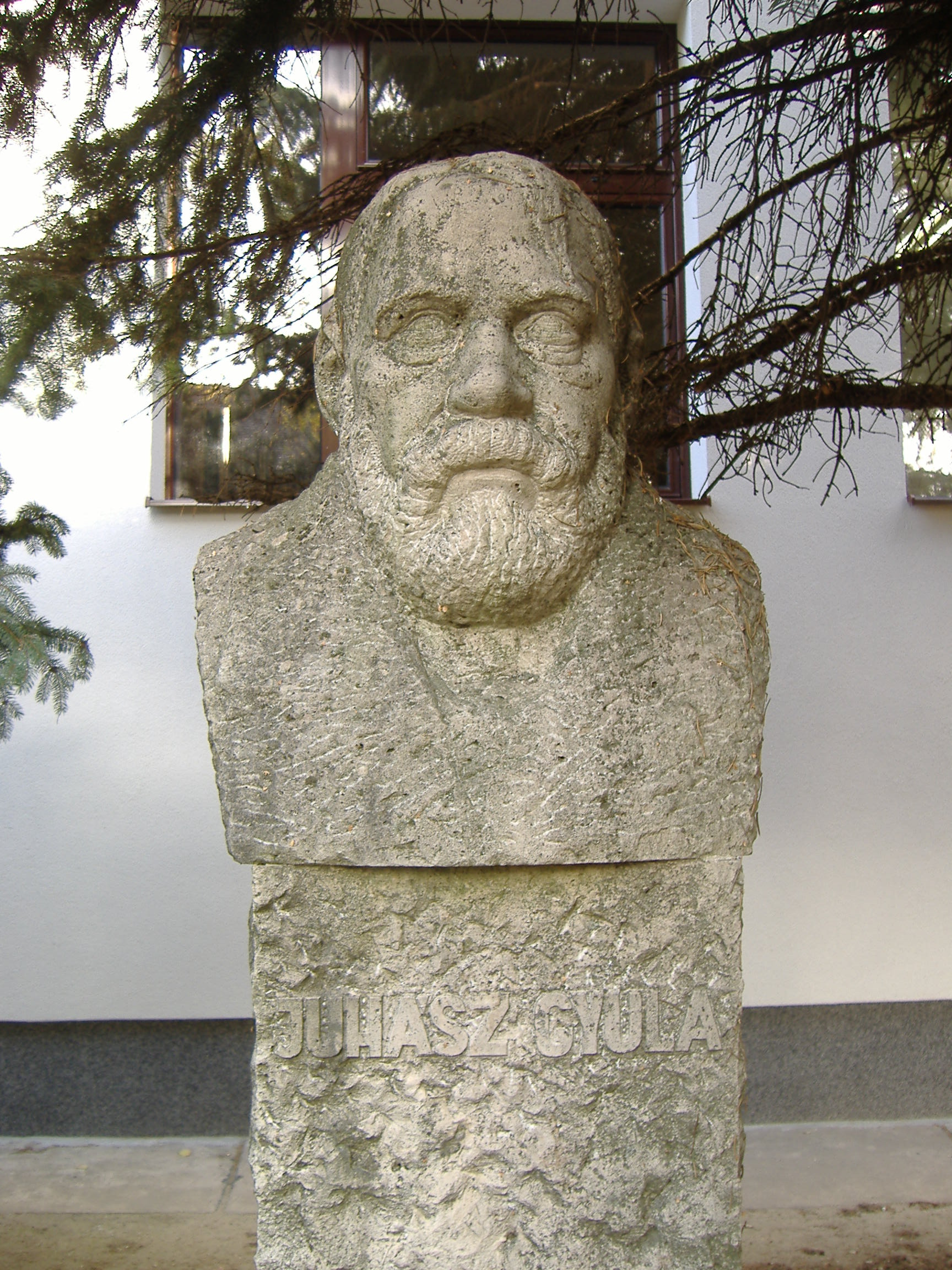
A szobor

Juhász Gyula makói szobra a Belvárosban, a Juhász Gyula Református Szakképző Iskola épületének előkertjében található. A városban 1913 és 1917 között tanárként dolgozó költőt Humenyánszky Jolán örökítette meg. A kőszobrot 1980-ban avatták föl. Az alkotás hasonló stílusban készült, mint Ságvári Endre szobra, ami Gerizdes városrészben áll.